# Calcutt (Wiltshire)
Calcutt – wieś w Anglii, w hrabstwie Wiltshire. Leży 62 km na północ od miasta Salisbury i 120 km na zachód od Londynu.